# Нугрохо, Гарин
Гарин Нугрохо Риянто (индон. Garin Nugroho Riyanto; род. 6 июня 1961) — отмеченный наградами индонезийский кинорежиссёр, снявший в этой стране около 20 фильмов, которые получили международное признание.

## Награды и номинации[2]
- Кинофестиваль в Токио: главная премия (1994 год), специальный приз жюри (1998 год);
- Международный кинофестиваль в Сингапуре: две номинации (1999 и 2001 год) и одна победа (2007 год);
- Кинофестиваль в Локарно: Серебряный леопард (второй приз, 2000 год);
- Фестиваль азиатского и арабского кино, Дели: лучший фильм (2004 год);
- Берлинский кинофестиваль: приз ФИПРЕССИ (1995 год) и специальный приз (2002 год);
- Австралийский фестиваль «Asia Pacific Screen Award»: серебряный приз (2007 год).

## Фильмография
- 2008 Под деревом / Di Bawah Pohon
- 2006 Яванская опера  / Opera Jawa
- 2006 Веранда /Serambi
- 2004 Мы тоскуем по тебе / Rindu kami padamu
- 2002 Я хочу поцеловать тебя лишь раз / Aku ingin menciummu sekali saja
- 2001 Парус жизни: Танджунг-Приок/ Джакарта / Layar hidup: Tanjang priok/Jakarta
- 2000 Неумирающая поэзия / Puisi tak terkuburkan
- 1998 Лист на подушке / Daun di atas bantal
- 1995 Луна, пронзенная илалангом / Bulan tertusuk ilalang
- 1994 Письмо фее / Surat untuk bidadari
- 1991 Вода и Роми / Air dan Romi
- 1991 Любовь в куске хлеба / Cinta dalam sepotong roti
- 1984 Вагон 1, 2 / Gerbong satu, dua